# Glandularia racemosa
Glandularia racemosa là một loài thực vật có hoa trong họ Cỏ roi ngựa. Loài này được (Eggert) Umber mô tả khoa học đầu tiên năm 1979.